# Preguinho
João Coelho Netto, meglio noto come Preguinho (Rio de Janeiro, 8 febbraio 1905 – Rio de Janeiro, 1º ottobre 1979), è stato un calciatore brasiliano, di ruolo attaccante.

## Carriera

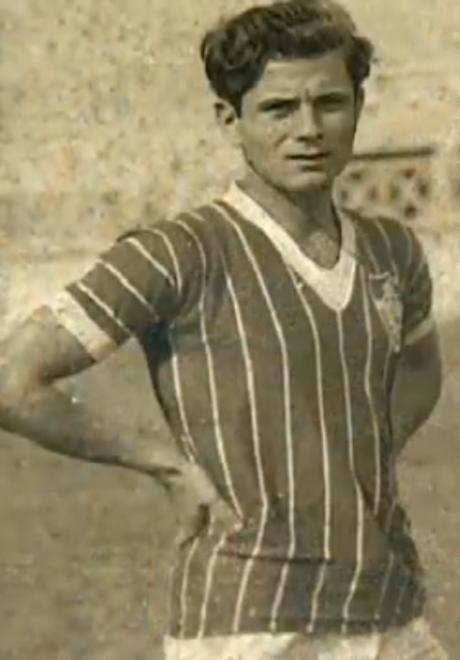
Preguinho durante la sua militanza nel Fluminense

Figlio dello scrittore Coelho Neto, Preguinho fu uno sportivo completo, avendo praticato al Fluminense tutte le otto discipline della polisportiva: calcio, pallavolo, pallacanestro, pallanuoto, tuffi, nuoto, hockey su pista e atletica leggera.
Dal 1925 al 1935 e dal 1937 a 1938 fece parte della squadra di calcio del Fluminense, con cui segnò 184 gol. Ha sempre rifiutato di essere pagato, rimanendo un dilettante anche dopo la professionalizzazione del calcio.
Con la nazionale brasiliana partecipò ai Mondiali 1930 in Uruguay dove fu capitano dei verdeoro e segnò la prima rete del Brasile ai Mondiali contro la Jugoslavia e altri due gol contro la Bolivia, risultando il miglior marcatore della propria Nazionale.

## Dopo il ritiro
Nel 1952 ricevette dal Fluminense il titolo di "Grande Benemérito Atleta" e la squadra gli dedicò un busto nella propria sede.

## Palmarès

### Club
- Campionato Carioca: 4

Fluminense: 1937, 1938

### Individuale
- Capocannoniere del Campionato Carioca: 2

1930, 1932